# Camden, North Carolina
Camden är administrativ huvudort i Camden County i North Carolina. Orten har fått sitt namn efter Charles Pratt, 1:e earl Camden. Orten hette först Jonesburgh och sedan Camden Court House, som senare förkortades till Camden.